# Bilastin
Bilastin je antihistaminski lijek koji se koristi za liječenje koprivnjače (urtikarije), hunjavice (rinitisa) i konjunktivitisa uzrokovanih alergijama. Pripada antihistaminicima druge generacije i djeluje selektivnom inhibicijom histaminskog receptora H1, čime spriječava navedene alergijske reakcije. Učinkovitost bilastina slična je onoj cetirizina, feksofenadina i desloratadina.
Bilastin su otkrili zaposlenici španjolske tvrtke FAES Farma, a prvo odobrenje za njegovu uporabu izdano je u Europskoj uniji 2010. godine za simptomatsko liječenje alergijskog rinokonjunktivitisa i urtikarije.  Na hrvatskome tržištu prodaje se pod imenima Nixar, Selbixo i Bilastin Tiefenbacher u oblicima tableta, raspadljivih tableta, oralne otopine i kapi za oko, a izdaje se isključivo na recept. Od tih oblika, samo su tablete pod imenima Nixar i Selbixo obuhvaćene dopunskom listom HZZO-a.
Istraživanja su pokazala da bilastin učinkovito djeluje protiv kožnih i očnih simptoma alergijskih reakcija, poboljšavajući time kvalitetu života pacijenta. Bilastin također ispunjava kriterije za liječenje alergijskog rinitisa, prema nalazima Europske akademije za alergologiju i kliničku imunologiju te inicijative »Alergijski rinitis i njegov učinak na astmu«.

## Medicinska uporaba

### Alergijski rinokonjunktivitis
Klinička učinkovitost bilastina kod liječenja alergijskog rinitisa i urtikarije vrednovano je u 10 kliničkih istraživanja s preko 4600 pacijenata. U svakom od istraživanja bilastin je uspoređen s placebom i još jednim antihistaminikom druge generacije (aktivnim usporednim lijekom).

#### Alergijski rinitis
Istraživanja o utjecaju na simptomatski alergijski rinitis (SAR) bila su dvostruko-slijepa, kontrolirana placebom te provedena na paralelnim skupinama muških i ženskih pacijenata starijih od 12 godina sa simptomatskom bolešću u vrijeme početka istraživanja. Nosni simptomi (kihanje, rinoreja, svrbež u nosu i nosna kongestija) zabilježeni su prije terapije te praćeni svakodnevno za njenog tijeka. Nenazalni simptomi (svrbež u oku, suzenje oka, svrbež u uhu i nepcu) također su praćeni i ocijenjeni na skali od 0 do 3 kako bi ukupan zbroj simptoma (TSS, Total Symptoms Score) i srodni parametri mogli jasno odražavati dnevnu promjenu SAR-a za svakog pacijenta i skupinu. Parametri poput kvalitete života i neudobnosti također su praćeni, na isti način kao što su registrirani tip i učestalost negativnih učinaka, tolerabilnost i opća sigurnost terapije. U ovim je istraživanjima sa SAR-om dnevna primjena bilastina kroz usta tijekom 14 dana pokazala jednaku učinkovitost kao primjena cetirizina i desloratadina.

### Urtikarija
Pregledni članak razmotrio je podatke iz kliničkih ispitivanja koja su specificirala učinkovitost bilastina na modele kože i urtikarije kako bi ustanovila ima li bilastin optimalan profil za povećanje doze kod urtikarije. Autori su zaključili da bilastin ima odličan profil kako za učinkovtost, tako i za sigurnost, iako su istaknuli potrebu za kontroliranim kliničkim ispitivanjima kako bi se učinkovitost bilastina usporedila s podatcima istraživanja stvarne primjene lijeka povećane doze kod pacijenata s urtikarijom – osobito u odnosu na kontrolu svrbeži.

### Doza i primjena
Bilastin se proizvodi u obliku tableta za primjenu kroz usta (PO) i namijenjen je gutanju cijele tablete uz vodu. Kako bi zadržao učinkovitost, bilastin se ne bi trebao uzimati s hranom, manje od 1 sata prije jela ili manje od 2 sata nakon jela. Preporuke doziranja Allertina u Australiji propisuju maksimalnu dozu od 20 miligrama (jedne tablete) na dnevnoj bazi po potrebi (PRN). Promjene doza nisu potrebne za pacijente s oštećenjima bubrega ili jetre.
Iako početak djelovanja može ovisiti o formulaciji, bilastin obično počinje djelovati između 30 i 60 minuta nakon primjene. Namijenjen je isključivo djeci starijoj od 4 godine te odraslima, a Allertin svima starijima od 12 godina.

## Nuspojave
Toksičnost bilastina istražena je u predkliničkim toksikološkim studijama kod miševa, štakora i pasa nakon oralne i intravenozne primjene te nije pokazala smrtnost nakon oralne primjene ogromnih doza. Nakon intravenozne primjene, vrijednosti LD50 (smrtonosne doze za 50 % životinja) iznosile su 33 te 45 – 75 mg/kg zasebno za miševe i štakore. Ni u kojem organu nisu zapaženi znakovi toksičnosti unutar četiri tjedna nakon znatnog predoziranja, bilo oralno (kod miševa, štakora i pasa) ili intravenozno (kod štakora i pasa). U drugim istraživanjima na štakorima, miševima i zečevima nisu zapaženi učinak na plodnost, teratogeni niti mutageni učinci, kao ni karcinogeni potencijal.
U kliničkim istraživanjima bilastin se pokazao dobro toleriranim, s profilom negativnih učinaka istim kao kod placeba i zdravih volontera, pacijenata s AR-om i onih s kroničnom idiopatskom urtikarijom. Iako su profili tolerancije bilastina i levocetirizina ili desloratadina vrlo slični, bilastin je podnošen znatno bolje nego cetirizin u kliničkom ispitivanju s SAR-om, s manje negativnih učinaka u grupi pacijenata kojima je dodijeljen bilastin. U kliničkim ispitivanjima bilastina nisu zabilježeni negativni antikolinergički učinci. Tijekom istraživanja nisu zabilježeni niti ozbiljni negativni učinci, kao ni klinički značajne promjene vitalnih znakova, elektrokardiograma (EKG-a) ili rezultata laboratorijskih pretraga. Farmakokinetički / farmakodinamički profili i studije posebnih skupina ukazuju na to da podešavanje doze bilastina nije potrebno kod starijih pacijenata niti pacijenata s kroničnim bolestima jetre ili bubrega.

### Krvožilni sustav
Sigurnost bilastina za krvožilni sustav istraživana je u mnogima od provedenih kliničkih istraživanja (više od 3500 pacijenata) te u studiji prve faze (Detaljnoj studiji QT-a/QTc-a) osmišljenoj prema smjernici ICH E14 te najstrožim zahtijevima Agencije za hranu i ljekove SAD-a. U analizi svih podataka elektrokardiograma iz studija prve faze nije vidljiva značajna promjena ijednog parametra nakon primjene jedne doze bilastina (do 11 puta veće od terapijske doze) niti više doza (do 10 puta veće od terapijske doze). Studije druge i treće faze za AR i urtikariju (uključujući prijelaz na fazu otvorenog liječenja dugu 12 mjeseci) nisu otkrile promjene u EKG-u, kao ni značajno produljenje QTc intervala nakon primjene 20 mg bilastina.
Detaljna studija QT-a/QTc-a osmišljena je za pronalazak utjecaja na QT/QTc interval ne samo terapijske doze (20 mg) i doze bilastina od 100 mg, već i primjene njegove terapijske doze uz uobičajenu dozu ketokonazola (400 mg dnevno), inhibitora metabolizma i transportnog sustava zavisnog o P-glikoproteinu. Potvrđeno je da 20 i 100 mg bilastina primijenjivanog četiri dana nije uzrokovalo značajne promjene u duljini QT/QTc intervala kod ijednog od pacijenata. Slično tomu, primjena 20 mg bilastina uz 400 mg ketokonazola ne uzrokuje značajno produljenje QT/QTc intervala koje se može pripisati bilastinu.

## Međudjelovanje
Predklinički podatci nalažu mogućnost međudjelovanja između bilastina i lijekova ili hrane što inhibiraju ili induciraju P-glikoproteine. Primjena bilastina uz sok od grejpa (poznatog aktivatora transporta lijekova kroz P-glikoprotein) značajno je smanjila sustavnu izloženost bilastinu. Ovo međudjelovanjue posljedica je poznatog učinka flavonoida u grejpu na crijevne transportne sustave kao što su P-glikoproteini i organski anion-transportni peptidi (OATP).

## Farmakologija

### Farmakodinamika
Bilastin se veže uz malomoždane histaminske receptore H1 kod zamoraca (Ki = 44 nM) te uz rekombinantne histaminske receptore H1 kod ljudi (Ki = 64 nM), s afinitetom sličnim astemizolu i difenhidraminu, ali trostruko boljim od cetirizina te peterostruko boljim od feksofenadina. Kod različitih mišjih modela, bilastin u oralnoj primijeni antagonizira učinke histamina ovisno o dozi, s potencijom sličnom cetirizinu, između 5,5 i 10 puta većom od feksofenadina.
Predklinička istraživanja pokazala su afinitet i specifičnost bilastina za histaminskim receptorima H1 umjesto za drugim podvrstama histaminskih receptora i 30 drugih receptora drugih amina. Eksperimenti in vivo potvrdili su antihistaminsku i antialergijsku aktivnost, koja je u najmanju ruku usporediva s drugim H1-antihistaminicima druge generacije poput cetirizina.

### Farmakokinetika

#### Apsorpcija
Bilastin se najbrže apsorbira bez prisutnosti hrane te dostiže prosječnu najvišu koncentraciju plazme od 220 ng/mL otprilike jedan sat nakon obične i dvostruke doze. Apsorpciji štete visokomasni doručak ili voćni sok, a globalna oralna bioraspoloživost procijenjena je na oko 60 %. Bilastin ima linearnu farmakokinetiku u dozama između 2,5 i 220 miligrama kod zdravih odraslih osoba bez dokaza akumulacije nakon 14 dana terapije.

#### Distribucija
Distribucija bilastina ima prividni volumen raspodjele od 1,29 L/kg te poluvijek eliminacije od 14,5 sati s vezanjem proteina za plazmu od 85 – 90 %. Bilastin je periferno selektivni lijek, a vjeruje se da je to uzrokovano ograničenim unosom u mozak zbog vezanja uz P-glikoprotein.

#### Metabolizam
Bilastin nije značajno metaboliziran kod ljudi i većinom je eliminiran u izvornome stanju kroz urin i fekalije – zasebno trećina i dvije trećine primijenjene doze prema podatcima iz prvofazne studije masene bilance s označenim bilastinom. Bilastin nije sklon prijelazu krvno-moždane granice te nije metaboliziran u jetri. U 24 sata eliminira se 96 % primijenjene doze.
U odnosu na antihistaminski učinak, oralne dnevne doze od 20 mg bilastina, mjerene prema pojavi urtika i crvenila na koži kroz 24 sata, mogu spriječiti pojavu na 50 % površine kože tijekom cijeloga intervala primjene.

## Kemija
Bilastin ili 2-[4-(2-{4-[1-(2-etoksietil)-1H-benzimidazol-2-il]-1-piperidinil}etil)fenil]-2-metilpropanska kiselina, molekula je s molekulskom masom od 463,6 daltona i kemijskom strukturom sličnom piperidinil-benzimidazolu. Bilastin stoga može biti uvršten u istu kemijsku skupinu kao i mnogi drugi noviji antihistaminici na tržištu, iako od njih nije strukturno deriviran niti je njihov metabolit ili enantiomer, nego originalna molekula stvorena kako bi upotpunila sve zahtjeve antihistaminika druge generacije.

### Istraživanja
Kliničke studije različitih doza provedene su nad pojavom urtika i crvenila tijekom 24 sata uz usporedbe s učinkom jedne doze cetirizina od 10 mg primijenjene oralno. Ta su istraživanja pokazala da bilastin ima barem jednaku učinkovitost u ublažavanju histaminskih reakcija kod zdravih volontera kao cetirizin. Ističe se i to da su doze bilastina od 20 i 50 mg ublažile urtike i crvenilo brže nego cetirizin.

## Tržišta
Osim na europskome tržištu, bilastin je odobrenje za korištenje također dobio u Kanadi i Australiji, no do 2023. godine i dalje nije odobren u Sjedinjenim Američkim Državama. Ipak, tvrtka Hikma Pharmaceuticals pristala je 2021. godine započeti proces odobrenja kod američke Agencije za hranu i ljekove.

## Vanjske poveznice
- Bilastin u bazi lijekova HeMED-a

|  | Molimo pročitajte upozorenje o korištenju medicinskih informacija. Ne provodite liječenje bez savjetovanja s liječnikom! |